# Anières
Pour les articles ayant des titres homophones, voir Agnières (homonymie) et Asnières.
Anières est une commune suisse du canton de Genève, située au bord du Léman.

## Géographie

### Situation
La commune est située sur la rive gauche du Léman, celui-ci bordant la commune à l'ouest.
Le territoire de Anières s'étend sur 3,86 km2. Lors du relevé de 2013-2018, les surfaces d'habitations et d'infrastructures représentaient 31,7 % de sa superficie, les surfaces agricoles 62,3 %, les surfaces boisées 4,9 % et les surfaces improductives 0,3 %.
Les constructions se situent principalement à proximité de la rive du lac et des pentes exposées à l’ouest.

### Hameaux et lieux-dits
La commune comprend les localités d'Anières, Chevrens et Bassy.

### Hydrographie
La commune est bordée de deux ruisseaux, l'Hermance et le Nant-d'Aisy.

## Histoire

### Préhistoire et Antiquité
Le rivage d'Anières est occupé par un établissement palafitte dès 3000-2500 av. J.-C. À l'époque romaine, des colons s'établissent sur la crête. Une nécropole, utilisée du Bas-Empire jusque vers le VIIe siècle, a été découverte au sud du hameau de Chevrens. La station palafittique d'Anières-Bassy n'a pas encore fourni de datation dendrochronologique, mais a livré un matériel céramique de surface qui peut être rattaché à l'âge du bronze final, vers 900 av. J.-C. Pour les couches archéologiques les plus basses, le niveau de Léman se situait alors à une altitude de 366,4 m, soit 5,6 m plus bas que le niveau actuel.

### Moyen Âge et Renaissance
Au Moyen Âge, Anières constitue une paroisse indépendante, avec son église Notre-Dame relevant du prieuré genevois de Saint-Victor, dont dépend aussi Chevrens. La famille d'Anières, qui s'éteint au début du XVe siècle, était vassale des Faucigny et possédait le fief ainsi que le château de Bassy. Elle appartenait à la ligne de forteresses défendant les terres des Faucigny exposées au lac.

### Époque contemporaine
Lors de la Révolution française, le village d'Anières est rattaché aux départements du Mont-Blanc en 1793, puis à celui du Léman en 1798.
À la suite de la défaite de la France de Napoléon Ier et de l'organisation du congrès de Vienne, les villages d'Anières et de Corsier sont réunis au nouveau canton suisse de Genève par le traité de Turin de 1816. Ils s'agrandissent d'une partie de Veigy-Foncenex.
Le 10 novembre 1858, la commune est divisée en deux entités : Anières et Corsier.

## Politique et administration
La commune comprend un maire et deux adjoints, qui constituent l'exécutif de la commune, ainsi qu'un conseil municipal de 17 membres, tous élus au suffrage universel pour un mandat de cinq ans.

### Membres de l’exécutif communal (législature 2020-2025)
L'exécutif de la commune, entré en fonction le 1er juin 2020, se compose de la façon suivante :
| Identité         | Étiquette            | Étiquette | Fonction | Dicastères                                                   |
| ---------------- | -------------------- | --------- | -------- | ------------------------------------------------------------ |
| Pascal Wassmer   | Unis pour Anières    |           | Maire    | Finances Assainissement Route Sécurité Développement durable |
| Claudine Hentsch | Unis pour Anières    |           | Adjointe | Urbanisme (déléguée) Constructions (déléguée)                |
| Pascal Pecaut    | +que jamais Anièrois |           | Adjoint  | Social (délégué) Culture (délégué) Loisirs (délégué)         |

### Conseil municipal (législature 2025-2030)
À la suite des élections municipales du 23 mars 2025, le Conseil municipal, composé de 17 membres (ainsi que d'un bureau avec un président, un vice-président et un secrétaire), est renouvelé, et est représenté de la manière suivante: 
| Parti                       | Voix | Suffrages en % | +/-   | Sièges | +/- |
| --------------------------- | ---- | -------------- | ----- | ------ | --- |
| Parti libéral-radical (PLR) | 304  | 36,66 %        | 0,16  | 6 / 17 | 0   |
| Ensemble pour Anières       | 237  | 27,93 %        | 14,25 | 5 / 17 | 3   |
| Plus Que Jamais Aniérois    | 143  | 17,74 %        | 17,74 | 3 / 17 | 3   |
| Le Centre (LC) - PVL        | 141  | 17,67 %        | 17,67 | 3 / 17 | 3   |

### Liste des maires
| Période                                  | Période     | Identité           | Étiquette          | Qualité |
| ---------------------------------------- | ----------- | ------------------ | ------------------ | --- |
| Les données manquantes sont à compléter. |             |                    |                    | |
| 1877                                     | 1885        | Alfred Vaucher     |                    | |
| 1885                                     | 1894        | Philippe Rossiaud  |                    | |
| 1894                                     | 1897        | Jules Perréard     |                    | -Maire de Chêne-Bourg de 1902 à 1906 -Député au Grand Conseil du canton de Genève de 1904 à 1913 -Conseiller d'État du Canton de Genève de juin 1906 à novembre 1912 -Conseiller national du Canton de Genève de décembre 1908 à décembre 1911 |
| 1897                                     | 1900        | Marius Dupont      |                    | |
| 1900                                     | 1914        | Anthoine Cochet    |                    | |
| 1914                                     | 31 mai 1951 | François Rossiaud  |                    | |
| 1er juin 1951                            | 31 mai 1967 | Albert Villard     |                    | |
| 1er juin 1967                            | 31 mai 1979 | Albert Chalut      |                    | |
| 1er juin 1979                            | 31 mai 1983 | François Barbet    |                    | |
| 1er juin 1983                            | 31 mai 1999 | Raymond Masset     |                    | |
| 1er juin 1999                            | 31 mai 2003 | François de Planta | PL                 | |
| 1er juin 2003                            | 31 mai 2015 | Patrick Ascheri    | Le Centre          | Adjoint au maire de 1999 à 2003 |
| 1er juin 2015                            | 31 mai 2020 | Antoine Barde      | PLR                | -Président du Grand Conseil du canton de Genève de janvier 2015 à février 2016 -Député au Grand Conseil du canton de Genève depuis juin 2009                                                                                                   |
| 1er juin 2020                            | en cours    | Pascal Wassmer     | PDC puis Le Centre | Adjoint au maire de 2015 à 2020 |

## Population

### Gentilé
Les habitants de la commune se nomment les Aniérois.

### Démographie

#### Évolution de la population
La commune compte 2 521 habitants au 31 décembre 2023 pour une densité de population de 653 hab/km2. Sur la période 2010-2023, sa population a augmenté de 8,3 % (canton : 14,6 % ; Suisse : 9,4 %).  

#### Pyramide des âges
En 2023, le taux de personnes de moins de 30 ans s'élève à 34,6 %, au-dessus de la valeur cantonale (33,7 %). Le taux de personnes de plus de 60 ans est quant à lui de 24,7 %, alors qu'il est de 22,2 % au niveau cantonal.
La même année, la commune compte 1 225 hommes pour 1 296 femmes, soit un taux de 48,6 % d'hommes, supérieur à celui du canton (48,3 %).
| Hommes | Classe d’âge | Femmes |
| ------ | ------------ | ------ |
| 0,6    | 90 ans ou +  | 0,8    |
| 7,8    | 75 à 89 ans  | 8,0    |
| 15,9   | 60 à 74 ans  | 16,3   |
| 24,5   | 45 à 59 ans  | 25,7   |
| 15,3   | 30 à 44 ans  | 16,0   |
| 19,7   | 15 à 29 ans  | 17,7   |
| 16,3   | - de 14 ans  | 15,5   |

| Hommes | Classe d’âge | Femmes |
| ------ | ------------ | ------ |
| 0,7    | 90 ans ou +  | 1,5    |
| 6,5    | 75 à 89 ans  | 8,8    |
| 13,0   | 60 à 74 ans  | 13,8   |
| 21,7   | 45 à 59 ans  | 21,5   |
| 22,9   | 30 à 44 ans  | 22,4   |
| 18,6   | 15 à 29 ans  | 17,2   |
| 16,7   | - de 14 ans  | 14,8   |

## Culture et patrimoine

### Héraldique
| Blason | Blasonnement : Palé d'argent et de gueules de huit pièces, à la bordure componée de sable et d'or. |